# NGC 2278
NGC 2278 is een dubbelster in het sterrenbeeld Tweelingen. Het hemelobject werd op 1 januari 1865 ontdekt door de Duits-Deense astronoom Heinrich Louis d'Arrest.